# Finkelstein-Reaktion
Die Finkelstein-Reaktion ist eine Namensreaktion in der Organischen Chemie, die nach dem deutschen Chemiker Hans Finkelstein (1885–1938) benannt wurde. Sie beschreibt den Austausch eines Halogen-Substituenten eines halogenierten Kohlenwasserstoffs (z. B. Halogenalkan) durch ein Iodid bzw. ein Fluorid. Ohne eine Beschränkung auf Kohlenwasserstoffe wird von Transhalogenierung als Oberbegriff gesprochen.

## Übersichtsreaktion
Bei der Finkelstein-Reaktion handelt es sich um eine Gleichgewichtsreaktion, bei der eine Umhalogenierung eines halogenierten Kohlenwasserstoffs der Form R–X (R= Alkyl, Phenyl, X= Cl, Br) durch ein zweites Halogenid (Y= I, F) meist in Form eines Natriumsalzes stattfindet, dabei liegt das Natriumsalz in Aceton gelöst vor:
Bei primären Halogenverbindungen verläuft die Finkelstein-Reaktion sehr schnell. Bei sekundären oder tertiären Halogeniden findet die Reaktion nur schlecht oder gar nicht statt, sodass in solchen Fällen Lewis-Säure-Katalysatoren wie Zinkdichlorid (ZnCl2) oder Eisen(III)-chlorid verwendet werden.

## Mechanismus
Die Finkelstein-Reaktion verläuft nach einem SN2-Mechanismus. Sie sei am Beispiel von Chlormethan und Natriumiodid mit Aceton als Lösungsmittel gezeigt. Die Reaktion verläuft konzertiert: Das Iodid greift am antibindenden Orbital des Chlormethans an, wodurch eine Bindung zwischen Iodid und Chlormethan aufgebaut wird, während gleichzeitig die Chlor-Kohlenstoff-Bindung geschwächt wird. Nach Durchlaufen des Übergangszustandes, in dem beide Halogenide partiell an das Kohlenstoffatom gebunden sind, tritt das Chlorid-Ion aus. Da Natriumchlorid in Aceton wesentlich schlechter löslich ist als Natriumiodid, wird das Gleichgewicht durch Ausfällung des Chlorids auf die Seite des Iodmethans verschoben.
Mit chiralen Substraten verläuft die Reaktion unter einer Walden-Umkehr, also unter Inversion der Konfiguration.

## Bedeutung
Die Reaktion wird vor allem zur Gewinnung von Iodalkanen eingesetzt, da diese auf Grund der geringen Reaktivität des Iods nicht durch direkte Halogenierung von Alkanen hergestellt werden können. Die Reaktion wird in Aceton als Lösungsmittel durchgeführt, da sich zwar Natriumiodid, nicht aber Natriumchlorid oder Natriumbromid darin löst. Dadurch kann die Richtung der reversiblen Reaktion zu den Produkten hin verschoben werden.

### Isotopenaustausch
Mit Hilfe der Finkelstein-Reaktionen kann auch ein Isotopenaustausch von beispielsweise 128I− durch 132I− stattfinden: